# Chloropteryx hemithearia
Chloropteryx hemithearia là một loài bướm đêm trong họ Geometridae.